# Anastasia Bachynska
Anastasia Bachynska (née le 4 août 2003 à Ternopil) est une gymnaste artistique ukrainienne.

## Carrière
Anastasia Bachynska remporte la médaille de bronze du concours général individuel et du sol aux Jeux olympiques de la jeunesse de 2018.
Elle est médaillée d'or au sol aux Jeux européens de 2019 à Minsk et au concours par équipes aux Championnats d'Europe de gymnastique artistique féminine 2020 à Mersin.
Aux Championnats d'Europe de 2021, elle remporte la médaille de bronze en poutre.